# Cephalolejeunea
Cephalolejeunea là một chi rêu trong họ Lejeuneaceae.